# Leomar Antônio Brustolin
Leomar Antônio Brustolin (Caxias do Sul, 15 augustus 1967) is een Braziliaans geestelijke en een  aartsbisschop van de Rooms-Katholieke Kerk.
Leomar Antônio Brustolin werd op 20 december 1992 tot priester gewijd. Op 7 januari 2015 werd hij benoemd tot hulpbisschop van Porto Alegre en titulair bisschop van Tigava; zijn bisschopswijding vond plaats op 25 maart 2015.
Op 2 juni 2021 werd Brustolin benoemd tot aartsbisschop van Santa Maria.
- Gemeinsame Normdatei: 1054606048
- International Standard Name Identifier: 0000 0000 8766 2947
- Virtual International Authority File: 127230363
- WorldCat: E39PBJmxRc396VKRr8hjrGF9Xd